# Mont-Blanc-Tunnel

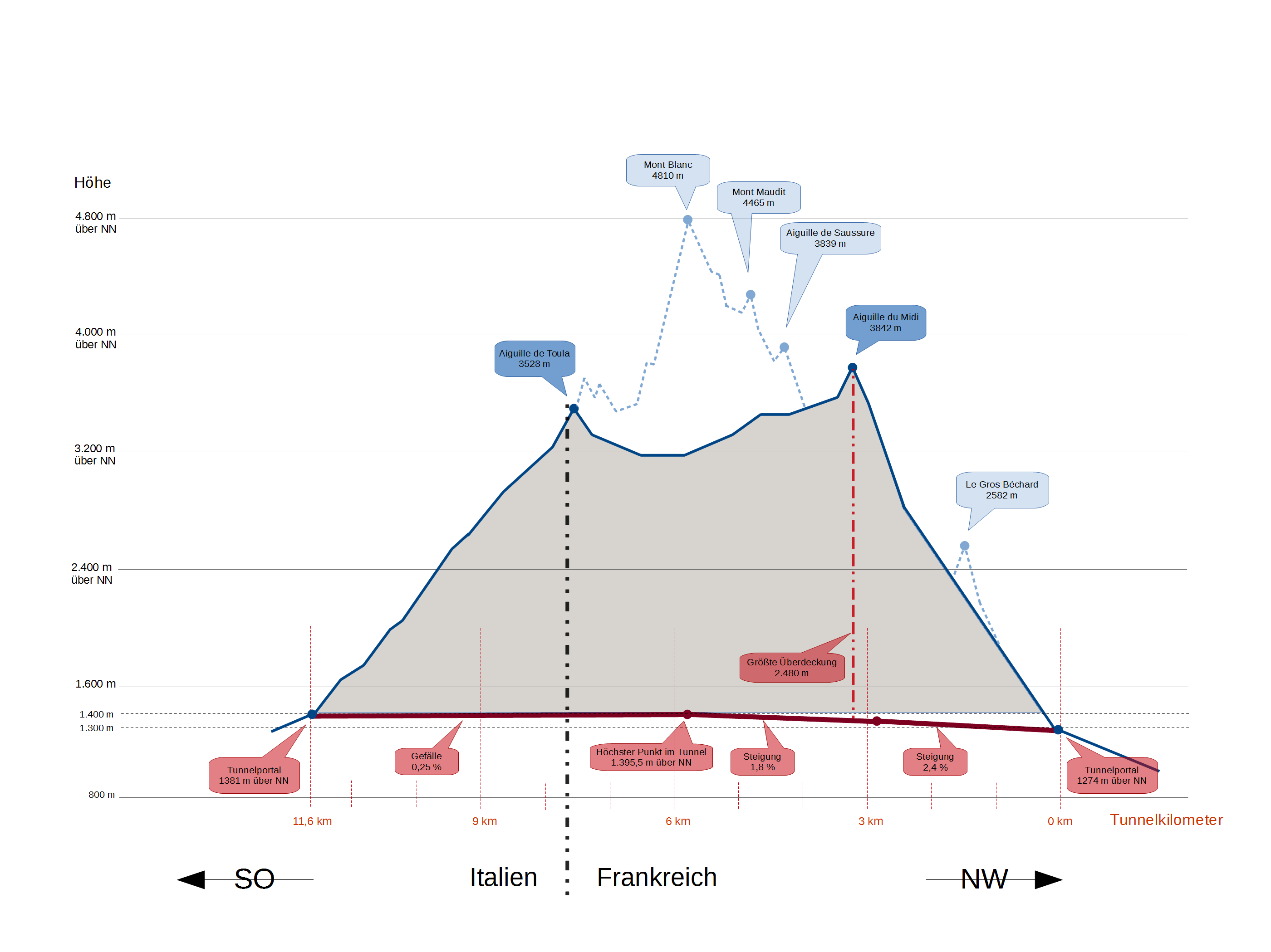
Längsschnitt und Überdeckung des Mont-Blanc-Tunnels

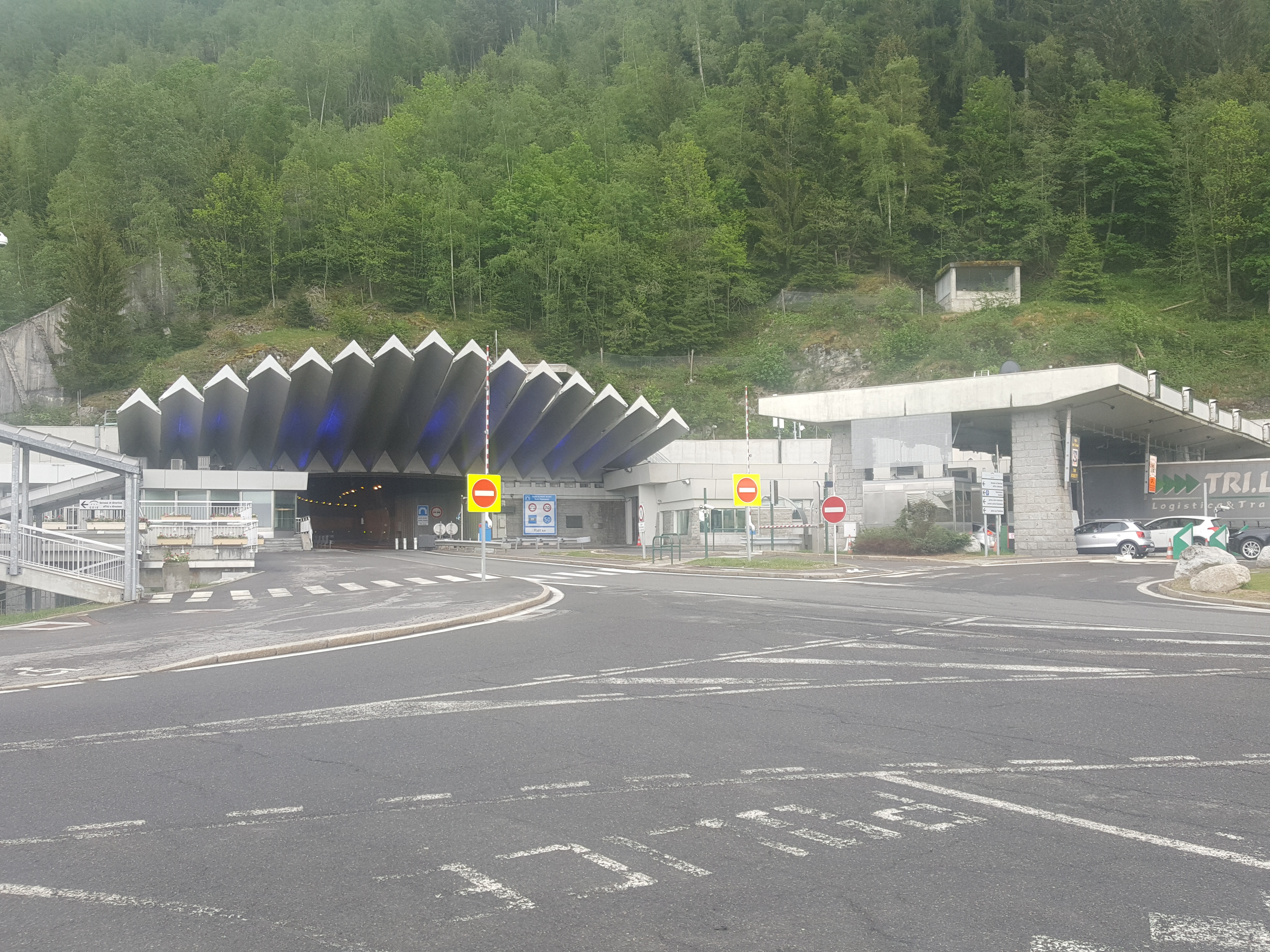
Tunnelausfahrt auf französischer Seite

Der Mont-Blanc-Tunnel (französisch Tunnel du Mont-Blanc, italienisch Traforo del Monte Bianco) ist ein Straßentunnel durch das Montblanc-Massiv, der Chamonix-Mont-Blanc im französischen Département Haute-Savoie mit Courmayeur im italienischen Aostatal verbindet und eine wichtige Verbindung zwischen Genf und Frankreich über die A40 auf der Westseite und Turin und Norditalien über die A5 auf der Ostseite darstellt.
Der Mont-Blanc-Tunnel besteht aus einer einzigen Röhre mit einer Doppelspur (Gegenverkehr). Das Projekt einer zweiten Röhre wurde zunächst wegen fehlender Finanzierung und dann wegen Widerstands der betroffenen Anwohner verworfen.

## Geschichte, Zahlen und Fakten

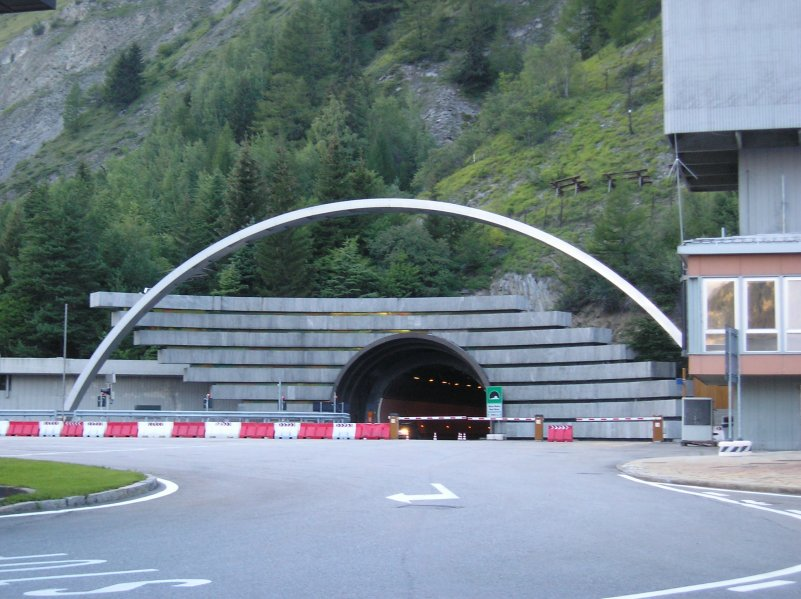
Tunnelausfahrt auf italienischer Seite

Die Gesamtlänge des Tunnels beträgt 11,6 km. Die Eintrittshöhe auf französischer Seite liegt bei 1274 m, auf italienischer Seite bei 1381 m s.l.m. Im Längsschnitt des Tunnels erkennt man auf französischer Seite die beiden flachen Anstiege (anfänglich 2,4 % dann 1,8 %) und ab dem höchsten Punkt im Streckenverlauf, der ca. 5,8 km vom französischen Tunnelportal entfernt liegt, dann das mit 0,25 % sehr flache Gefälle zum italienischen Tunnelportal hin. Die höchste Überdeckung liegt unterhalb des Berges Aiguille du Midi.
1949 wurde ein Abkommen zwischen Frankreich und Italien zur Errichtung eines Tunnels geschlossen. Nachdem die parlamentarischen Hürden überwunden waren, wurden zwei Betreibergesellschaften gegründet:
- Auf französischer Seite die ATMB (Autoroutes et tunnels du Mont-Blanc), gegründet am 30. April 1958;
- Auf italienischer Seite die SITMB (Società Italiana per azioni per il Traforo del Monte Bianco), gegründet am 1. September 1957.

Jede Betreibergesellschaft ist für eine Hälfte des Tunnels verantwortlich.
Der Beginn der Bohrungen erfolgte im Jahr 1959; der Durchstoß im Jahr 1962 gelang mit weniger als 13 cm Versatz der Achsen. Die feierliche Eröffnung erfolgte am 19. Juli 1965.
Ab 16. Oktober 2023 wurde der Tunnel wegen Wartungsarbeiten für 2 Monate, bis 17. Dezember gesperrt. In der Mitte des Tunnels wurden Bodenplatten erneuert. Auch die Belüftungsanlage wurde ausgetauscht. Das Projekt wurde wegen eines Erdrutsches am Frejus-Tunnel um einen Monat nach hinten verschoben.

## Verkehr
Im Jahr 2010 betrug das durchschnittliche Verkehrsaufkommen 4945 Fahrzeuge pro Tag, also ca. 1,80 Mio. Fahrzeuge pro Jahr. 2011 waren es durchschnittlich 5113 Fahrzeuge täglich (ca. 1,87 Mio. Fahrzeuge im Jahr).
Nach fast 2 Millionen Fahrzeugen im Jahr 2019 waren es mit der Corona-Delle nur noch 1,7 Millionen Fahrzeuge. Für 2023 werden wieder etwa 2 Millionen Fahrzeuge durch mehr Tourismus erwartet.
Die Durchfahrt des Tunnels ist mautpflichtig. Eine Durchfahrt mit dem PKW von Italien aus kostet 55,80 Euro, von Frankreich aus 54,80 Euro. (Verschieden wegen unterschiedlicher Mehrwertsteuersätze). Nur etwa 14 Euro mehr kostet ein Retour-Ticket für die Hin- und Rückfahrt (Stand: 1. Januar 2025). Eine berührungslose Bezahlung mittels Transponder (Télépéage oder Telepass) ist nicht möglich.
Zwar können die Fahrzeuge an der Mautstation in mehreren Linien gleichzeitig anstehen, doch zur Gewährleistung eines genügenden Abstandes der Fahrzeuge bei der Einfahrt in den Tunnel regelt die Steuerung der Schrankenanlage nur eine begrenzte Anzahl von Fahrzeugen pro Zeitspanne. Innerhalb des Tunnels gilt eine Mindestgeschwindigkeit von 50 km/h und eine Höchstgeschwindigkeit von 70 km/h. Der Abstand zum vorausfahrenden Fahrzeug soll 150 Meter betragen. LKW werden in Blöcken zu fünft – ebenfalls mit einem großen Sicherheitsabstand untereinander – mit einem vorausfahrenden Begleitfahrzeug durch den Tunnel geführt. Diese Sicherheitsmaßnahmen sind Konsequenzen aus dem Tunnelbrand von 1999 (siehe unten).
Für Fußgänger besteht die Möglichkeit, den Tunnel im Autobus zu durchqueren. Bei rechtzeitiger Reservierung werden auch Fahrräder mitgenommen.

## Der Tunnelbrand von 1999

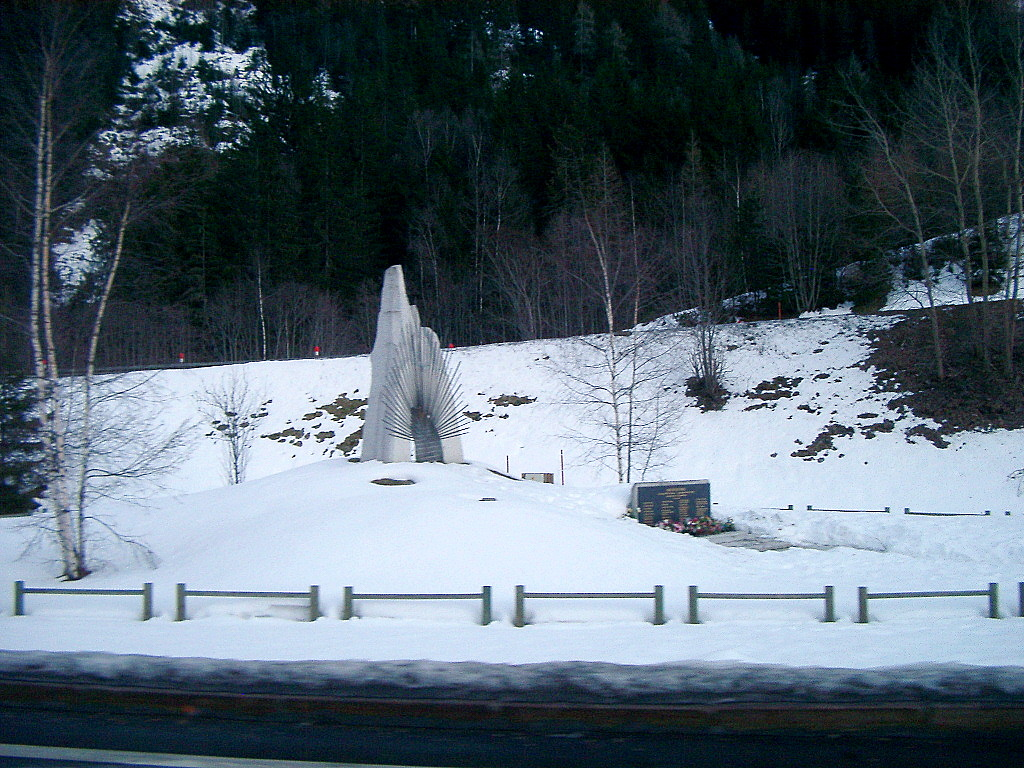
Gedenkstätte (2010)

Am 24. März 1999 geriet im Tunnel der Motor eines belgischen Lastkraftwagens in Brand. Das Geschehen weitete sich zu einer Katastrophe aus, die 39 Menschen ihr Leben kostete und zu einer dreijährigen Tunnelsperrung führte.
Als Ursache vermuteten Brandschutztechniker eine weggeworfene Zigarettenkippe, die den Luftfilter des Volvo FH12 entzündet haben dürfte. Der Fahrer des Lasters hielt sein qualmendes Fahrzeug etwa in der Mitte des Tunnels an. Dadurch flammte das Feuer auf, und eine nachfolgende Explosion am Fahrerhaus verhinderte den Einsatz des Bordfeuerlöschers. Wäre er, anstatt zu halten, weiter gefahren, hätten die tödlichen Folgen des Unglücks verhindert werden können, da der Fahrtwind ein Aufflammen des Feuers nicht zugelassen hätte. Begünstigt durch die Ladung – in Styropor verpackte Margarinebecher und Mehl – sowie die Windverhältnisse in der Röhre weitete sich der Brand schnell zu einem Inferno aus, da benachbarte Fahrzeuge, darunter fünf mit Polyethylen oder Margarine beladene LKW, noch vor Eintreffen der Feuerwehr in Flammen standen und Löschversuche unmöglich machten. Fahrer weiter vom Brand entfernter Fahrzeuge konnten wenden und die Insassen und sich in Sicherheit bringen; insbesondere LKW konnten dies jedoch nicht. Sowohl die Insassen, die in ihren Fahrzeugen sitzen blieben, als auch einige, die versuchten, zu Fuß zu flüchten, starben durch giftige Rauchgase, da die Rauchgaswolke bis zu sechs Meter pro Sekunde schnell war. Einige starben in Brandschutzräumen, deren Belüftung für ein Feuer dieses Ausmaßes fehlkonzipiert war. Der Unfallort konnte erst 53 Stunden nach Ausbruch des Feuers inspiziert werden.
Bei der Aufbereitung der Ereignisse zeigte sich die Schwäche des Konzepts zweier Verantwortungsbereiche. Die Betreibergesellschaften teilen sich den Tunnel in zwei gleich lange Hälften. Geographisch gesehen verläuft die Landesgrenze zwischen Italien und Frankreich deutlich näher an Italiens Tunneleingang. Es gibt also einen 1840 m langen Bereich, der durch die italienische Betreibergesellschaft SITMB betreut wird, aber auf französischem Boden liegt und somit der französischen Gesetzgebung untersteht.
Der brennende LKW befand sich in dieser Zone. Obwohl um 10:54 Uhr innerhalb des Tunnels Brandalarm auf italienischer Seite gegeben wurde, war man sich offensichtlich nicht darüber im Klaren, dass diese Alarmmeldung auf französischer Seite nicht empfangen werden konnte.
Die französische Feuerwehr erhielt erst viereinhalb Minuten später einen Anruf der französischen Betreibergesellschaft. Die italienische Feuerwehr registrierte den Anruf der SITMB gar erst um 11:05 Uhr.
Die ergriffenen Maßnahmen erwiesen sich bei dem Großbrand als kontraproduktiv. So blies das Belüftungssystem die giftigen Rauchgase von der italienischen zur französischen Seite, anstatt sie aus dem Tunnel zu befördern, so dass auf dieser Seite viele Menschen an den Rauchgasen starben. Auch die Brandschutzräume waren nicht dafür ausgelegt, längeren Bränden mit Temperaturen von über 1000 °C standzuhalten. Der Brand im Mont-Blanc-Tunnel dauerte über 50 Stunden, die alten Brandschutzräume waren aber nur für kleine Brände mit maximal wenigen Stunden Dauer ausgelegt.
Als Konsequenz aus dem Unglück gibt es nur noch eine Kontrollwarte, die von beiden Gesellschaften gemeinsam betrieben wird. Die Brandschutzräume wurden neu konzipiert und bieten heute einen direkten Zugang zum Fluchttunnel unter der Fahrbahn. Mit dem neuen Belüftungssystem kann die Luft gezielt gelenkt werden, und im Brandfall werden die giftigen Rauchgase automatisch aus dem Tunnel geblasen. Unter dem Eindruck eines weiteren Unglücks, das gut zwei Monate später im österreichischen Tauerntunnel passierte und bei dem 12 Menschen ihr Leben verloren, entwickelte sich eine heftige Diskussion über die Sicherheit von Tunnelbauwerken.
Der Prozess um das Feuer fand 2005 in Bonneville statt. Vom 31. Januar an wurde vor dem Tribunal de Grande Instance von Bonneville die Schuld- und Straffrage des Unglücks erörtert. Ende April schloss der Prozess mit Bewährungsstrafen in unterschiedlicher Höhe für die Angeklagten. Der Sicherheitschef Gérard Roncoli bekam mit sechs Monaten Gefängnis und weiteren 24 Monaten auf Bewährung die höchste Strafe der 13 Verurteilten. Eine klare Schuldfindung blieb aus. Die Familien erhielten 2006 insgesamt 27 Millionen Euro als Entschädigung für den Tod ihrer Angehörigen.
Nach dem Unglück blieb der Tunnel bis zum 9. März 2002 gesperrt. Lkw unter 19 Tonnen durften den Tunnel ab dem 8. April 2002 wieder befahren.
Auf der französischen Seite befindet sich etwa 1,5 km nach der Tunnelausfahrt in einer 180-Grad-Kurve eine Gedenkstätte für die 39 Todesopfer des Brandunglücks.
Die zweite Folge der ersten Staffel der englischen Dokumentationsserie von National Geographic Channel von Sekunden vor dem Unglück behandelt den Tunnelbrand. In Folge 43 der Hörspielserie Offenbarung 23 geht es um Verschwörungstheorien in Zusammenhang mit dem Unglück, laut Prolog werden hier jedoch bewusst Fakten und fiktionale Handlung miteinander vermischt.
In Folge des Unfalls wurde der zunächst mit 650 m geplante Längsabstand der Querschläge (Verbindungsstollen für Fußgänger zwischen beiden Röhren) im Gotthard-Basistunnel auf 325 m halbiert.
Der Brand führte zur Analyse aller großen Straßentunnelstrecken in der EU. Erhebliche Defizite führten zu vielen Nachrüstungen und Verbesserung der Rettungssysteme.
In der TV-Dokumentation „Was macht den Mont-Blanc-Tunnel sicher?“ werden 2015 die neuen Sicherheitsmaßnahmen vorgestellt. „Seit 50 Jahren fahren täglich tausende Autos unter dem Mont-Blanc zwischen Italien und Frankreich hin und her. 1999 kam es zu einem verheerenden Brand. Die Lehre daraus: Ein umfassendes Sicherheitssystem.“
Eine zweite Röhre, wie beim benachbarten Fréjus-Straßentunnel, ist zurzeit nicht in Bau oder final geplant. Damit würden Kapazität und Sicherheit nochmals erheblich erhöht. Mit der Eröffnung der zweiten Röhre des Fréjus-Tunnels wurde diese Frage im Jahr 2023 wieder aktuell. Eine teilweise Verlagerung des Verkehrs zum Fréjus-Tunnel ist wegen geringerer Wartezeiten, höherer Sicherheit und Zuverlässigkeit zu erwarten (Stand 2023).